# LVR-Klinik Bonn

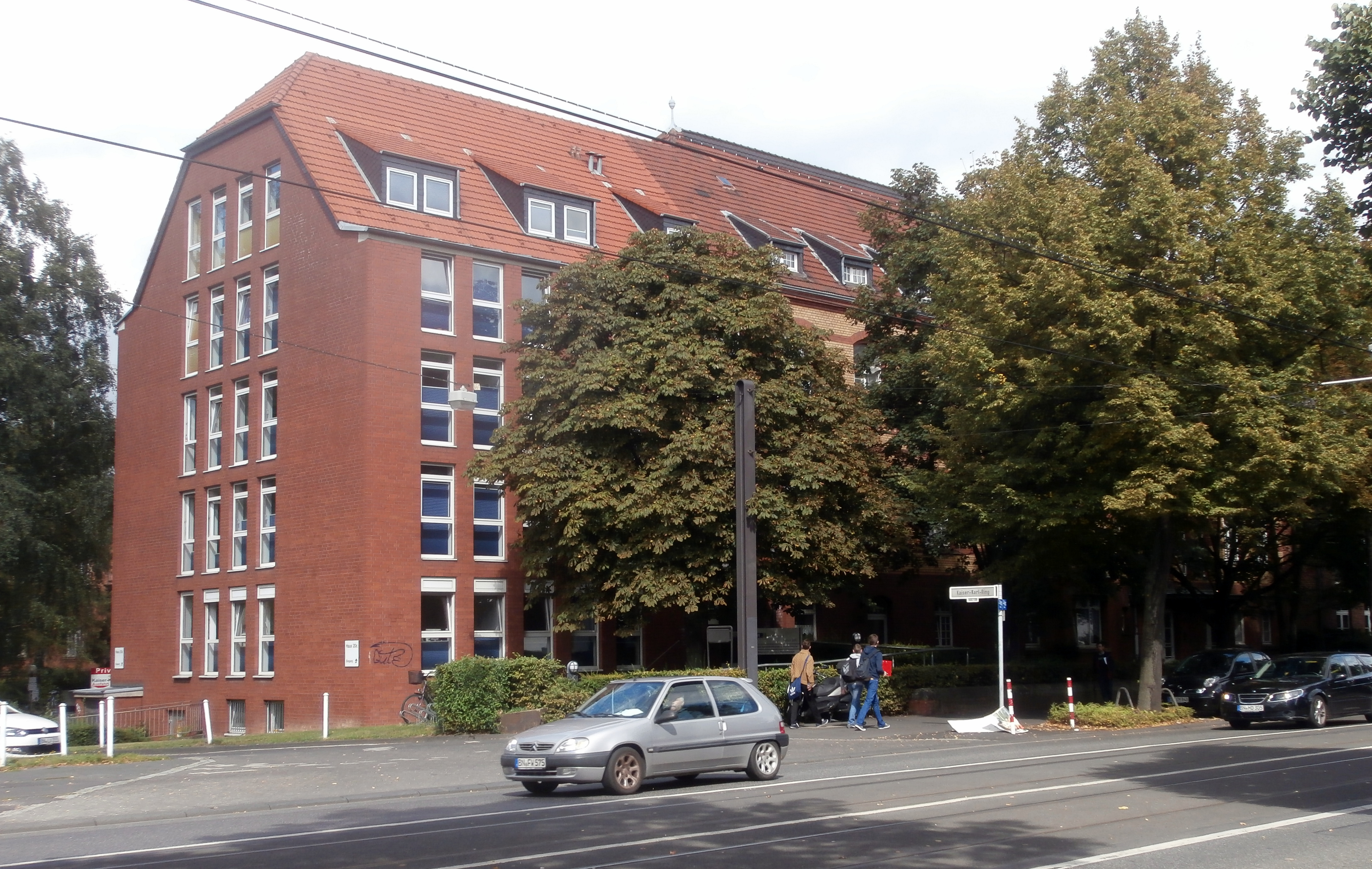
Haupteinfahrt zur Klinik (links) mit dem Klinikgebäude Kaiser-Karl-Ring 20c (rechts)

Die LVR-Klinik Bonn (bis 2009 Rheinische Kliniken Bonn, bis 1997 Rheinische Landesklinik Bonn) ist eine psychiatrische Klinik im Norden der Stadt, die vom Landschaftsverband Rheinland betrieben wird. Sie beschäftigt sich mit Psychiatrie, Psychotherapie und Neurologie für Kinder, Jugendliche und Erwachsene. Die ursprünglichen Klinikgebäude stehen als Baudenkmal unter Denkmalschutz.

## Lage
Die Klinikgebäude liegen im Ortsteil Bonn-Castell an der Nordwestseite des Kaiser-Karl-Rings und der Nordostseite der Kölnstraße (Landesstraße 300). Zur Westseite hin sind sie in einen Park eingebettet, den der Rheindorfer Bach (auch Mondorfer Bach) säumt. Im Norden grenzt das Gelände an die Kaiser-Karl-Klinik an.

## Geschichte
Die Rheinische Provinz-Irrenanstalt entstand von 1873 bis 1882 als eine von fünf Heil- und Pflegeanstalten in jedem der Regierungsbezirke der damaligen Rheinprovinz unter Leitung des Landbaumeisters Carl Friedrich Dittmar. Bei ihrer Eröffnung im Januar 1882 umfasste sie 300 Betten. Die Bonner Klinik setzte als eine der ersten in der Region die Neuerung durch, psychische Krankheiten nicht durch Vereinzelung der Patienten zu behandeln, sondern durch Pflege und Rekonvaleszenz. Erster Direktor der Heilanstalt war Karl Friedrich Werner Nasse, auf den nach dessen Tod 1889 Carl Pelman folgte. 1904 übernahm Alexander Westphal, bis 1929, die Leitung der Klinik. In seiner Amtszeit wurden das bis dahin geltende Heiratsverbot und der „Ausgang“ für das Pflegepersonal gelockert und Schwestern und Pfleger erhielten eigene Schlafräume. Im Oktober 1905 wurde die Königliche Universitätsklinik für Psychische- und Nervenkranke gegründet und 1908 mit der Heil- und Pflegeanstalt  vereint. Im Jahr 1926 wurde die Klinik um die erste psychiatrisch-neurologische Kinderklinik Deutschlands, die Rheinische Provinzialkinderanstalt für seelisch Abnorme erweitert, unter Leitung von Otto Löwenstein. Als Jude musste er nach der Machtübernahme der Nationalsozialisten fliehen. Sein Nachfolger wurde der überzeugte Nationalsozialist Walther Poppelreuter. Nach dessen Tod 1939 wurde die Euthanasie in Bonn weiter vorangetrieben und die verantwortlichen Ärzte der Bonner Anstalt unterstützten aktiv die nationalsozialistische Rassenhygiene.
Am 18. Oktober 1944 wurde die Klinik durch einen Großangriff auf Bonn schwer beschädigt und nahezu unbewohnbar.
In den Euthanasie-Prozessen nach 1945 wurden alle angeklagten Bonner Anstaltsärzte freigesprochen. Für die „erlittene“ Untersuchungshaft und die Amtsenthebungen nach 1945 wurden den angeklagten Medizinern Entschädigungen zugesprochen. Die Opfer der Rassengesetze erhielten dagegen keine Entschädigung. Die Karrieren vieler Euthanasie-Ärzte war nach 1945 aber nicht beendet. So konnte der Oberarzt und Euthanasie-Gutachter Hans Aloys Schmitz nach dem Krieg als Chefarzt in Bonn weiter arbeiten.
Die ursprünglichen Klinikbauten, teilweise Backsteingebäude, sind spiegelsymmetrisch angelegt und mit Klinker verkleidet. Die Anlage umfasst einen dreigeschossigen Verwaltungsbau, einen Festsaal, eine Anstaltskapelle, das dreigeschossige sogenannte „Männerhaus“, das zweigeschossige „Frauenhaus“ und das „Isolierhaus“. Die ehemalige Kapelle der Rheinischen Landesklinik, erbaut 1885, wurde 1955 geweiht und 1986 in „Christus-König-Kirche“ benannt. Die ehemaligen Klinikbauten wurden nach Inkrafttreten des Denkmalschutzgesetzes 1980 als erstes Denkmal im Rheinland unter Schutz gestellt, 1988 verkauft und anschließend zu Eigentumswohnungen umgebaut. Sie sind als einzige der zur damaligen Zeit in der Rheinprovinz errichteten Kliniken unverändert erhalten.
Von 1974 bis 1979 entstand zur Kölnstraße hin als Ersatz für die bestehenden Klinikbauten nach Plänen der Architekten Heinle, Wischer und Partner sowie bei Kosten von 130 Millionen D-Mark ein vollständiger Neubau der Klinik: eine netzartige Anlage aus drei- bis viergeschossigen Gebäuden in Ziegelmauerwerk und Stahlbetonskelettbauweise, die zwei Bettenhäuser mit 560 Betten, ein klinisches Behandlungs- und Sozialzentrum sowie ein Versorgungszentrum für 1400 Patienten und das Personal umfasst. In dem Gebäude, in dem heute die Ambulanzräume der Abteilung Psychiatrie und Psychotherapie untergebracht sind (Kaiser-Karl-Ring 20c), war bis zur Verlegung des Regierungssitzes nach Berlin 2001 die Botschaft der Republik Angola ansässig (→ Liste der diplomatischen Vertretungen).

„Die Erweiterung der Landesklinik an der Kölnstraße, den die Stuttgarter Architekten Heinle, Wischer und Partner 1974–1979 errichteten, kann mit ihrer, in medizinische und pflegerische Funktionsbereiche und Gemeinschaftsräume unterteilenden Wabenbauweise auch heute noch als vorbildliche Lösung der Bauaufgabe gelten.“

## Museum und Gedenkstätte
Seit 1981 gibt es an der LVR-Klinik Bonn die psychiatriehistorische Sammlung eines damit befassten Arbeitskreises. Daraus entwickelte sich in mehreren Stufen das Museum „Ver-rückte Zeiten“, das in Haus 15 des Geländes in acht Räumen Exponate zur Geschichte der Klinik und der Psychiatrie mit vielen erläuternden Bild- und Texttafeln zeigt. Die Sozial- und Kulturstiftung des Landschaftsverbandes Rheinland hat den Aufbau dieses 2014/2015 erweiterten Museums gefördert. Etwa 100 Meter entfernt davon gibt es seit 1989 einen großen Mahnstein und seit 1996 einen Garten der Erinnerung zum Gedenken an die Opfer der NS-Medizin.

## Behandlungsspektrum
Als einer der größten Gesundheitsversorger der Region sichert die LVR-Klinik Bonn die psychiatrische, psychotherapeutische und neurologische Versorgung für die Bevölkerung der Städte Bonn und Wesseling sowie des Rhein-Sieg-Kreises. Das breit gefächerte Angebot umfasst die stationäre, tagesklinische und ambulante Diagnostik und Behandlung von psychischen, psychosomatischen, entwicklungsbedingten und neurologischen Erkrankungen oder Störungen sowie der Abhängigkeitserkrankungen sowohl bei Erwachsenen als auch bei Jugendlichen und Kindern.

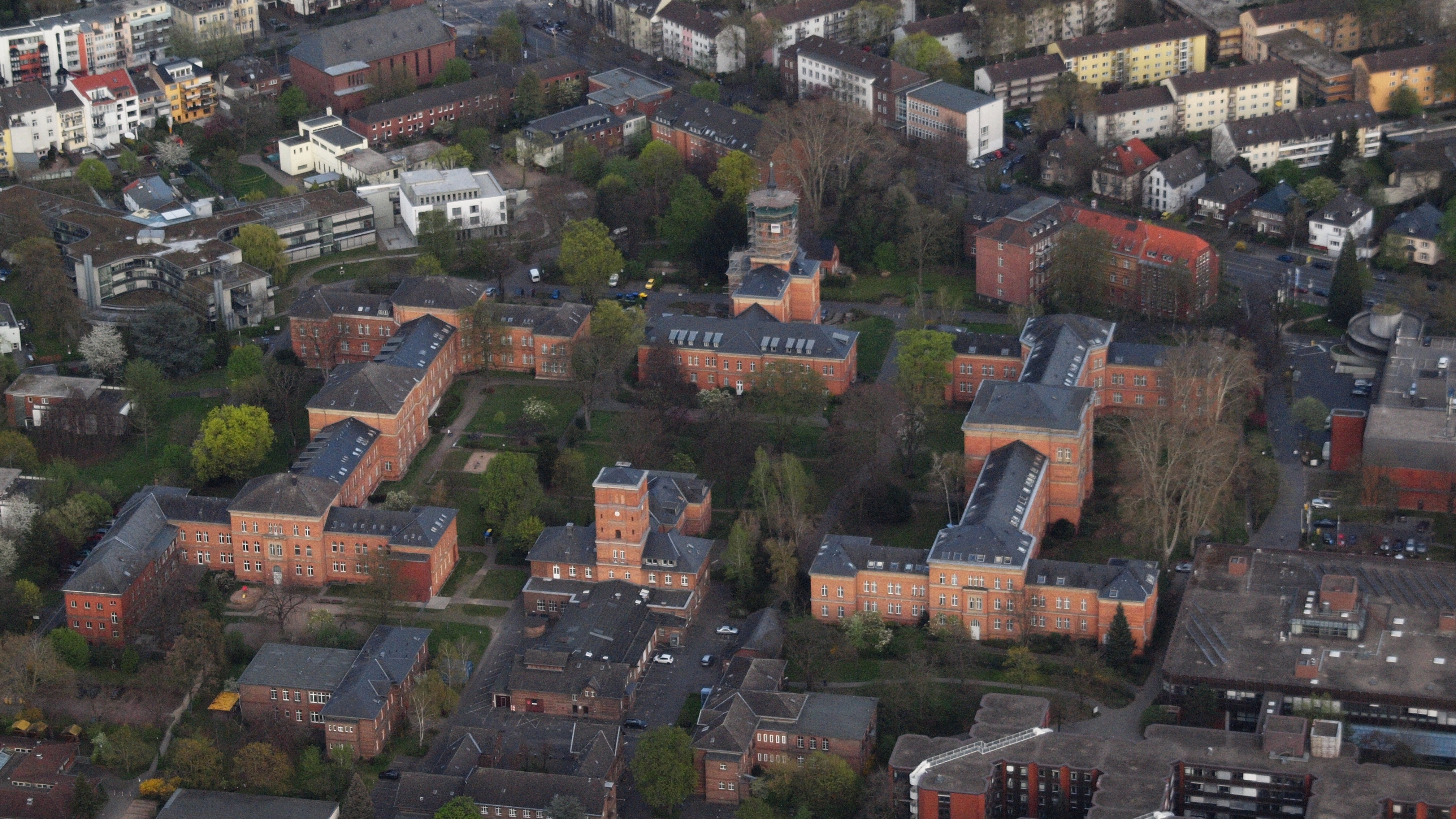
Ehemalige Rheinische Kliniken Bonn, Luftaufnahme (2014)